# Toba Batak jezik
Toba Batak jezik (batta, toba batak; ISO 639-3: bbc), južnobatački jezik, šire batačke skupine, kojim govori 2 000 000 ljudi (1991 UBS) iz plemena Toba Batak na sjevernoj Sumatri, južno i zapadno od jezera Toba, i na otoku Samosir koje se nalazi u tome jezeru, Indonezija.
Srodan je jeziku Batak Angkola [akb] kojim govori srodno pleme. Piše se na latinici i batačkom pismu (surat batak).

## Vanjske poveznice
- Ethnologue (14th)
- Ethnologue (15th)